# Distretto di Choszczno
Il distretto di Choszczno (in polacco powiat choszczeński) è un distretto polacco appartenente al voivodato della Pomerania Occidentale.

## Geografia antropica

### Suddivisioni amministrative
Il distretto comprende 6 comuni.
- Comuni urbano-rurali: Choszczno, Drawno, Pełczyce, Recz
- Comuni rurali: Bierzwnik, Krzęcin